# صباغة قماش مربوط
صباغة القماش المربوط (بالإنجليزية: Tie-dyeing)‏: هي إحدى طرق الصباغة الفنية. تستخدم عادة الألوان البراقة لصباغة الأقمشة القطنية عادة المنسوجة أو المحاكة. أصبحت صباغة القماش المربوط مرتبطة بزي العصر في سنة 1960 كجزء من نمط ملابس الهيبيين. وقد أصبحت ملابس شعبية في الولايات المتحدة بفضل بعض الفنانين الموسيقيين.
تجهز المواد المعدة للصباغة بطيها لتشكيل الرسمة، ثم تربط وتوثق بخيوط أو أحزمة مطاطية. ثم تصبغ المواد بطريقة يصل فيها الصباغ فقط للمناطق المرغوبة. تقاوم المناطق المربوطة اختراق الحمام الصباغي لها. يتشكل التصميم باستخدام العديد من الأصبغة مختلفة الألوان وعلى مناطق مختلفة من القماش.
بعد قضاء الوقت المناسب اللازم لتفاعل الصباغ مع ألياف القطعة المصبوغة، وهذا طبعاً يعتمد على درجة الحرارة ونوعية الصباغ، تحل الربطات والعقد من القماش، ثم يغسل بالماء. إذا استخدم الصباغ التفاعلي لصباغة الأنسجة القطنية فإن التفاعلات الكيميائية تربط الأصبغة بشكل دائم مع الألياف النسيجية، مما يسمح بغسلها لاحقا مع الألبسة الأخرى دون الخوف من انحلال أي أصبغة خلال الغسيل.

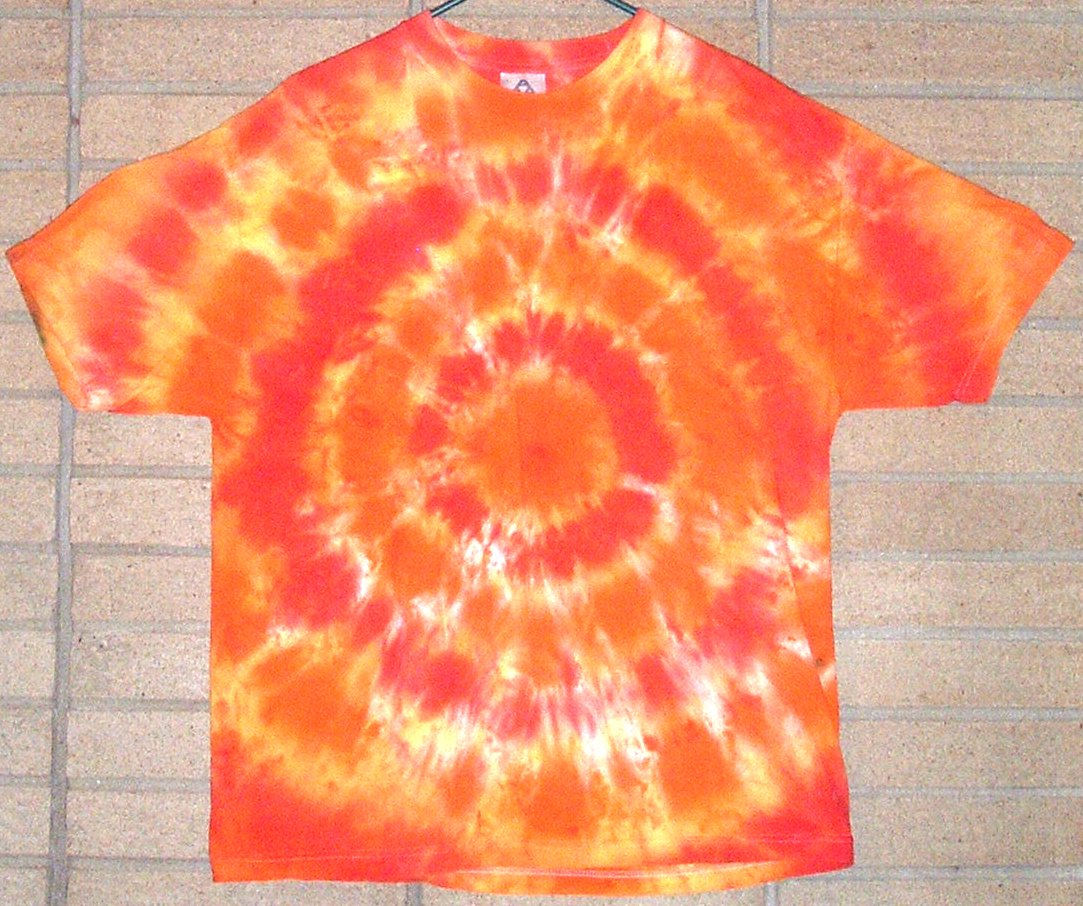
قميص قصير الأكمام مصبوغ بطريقة القماش المربوط
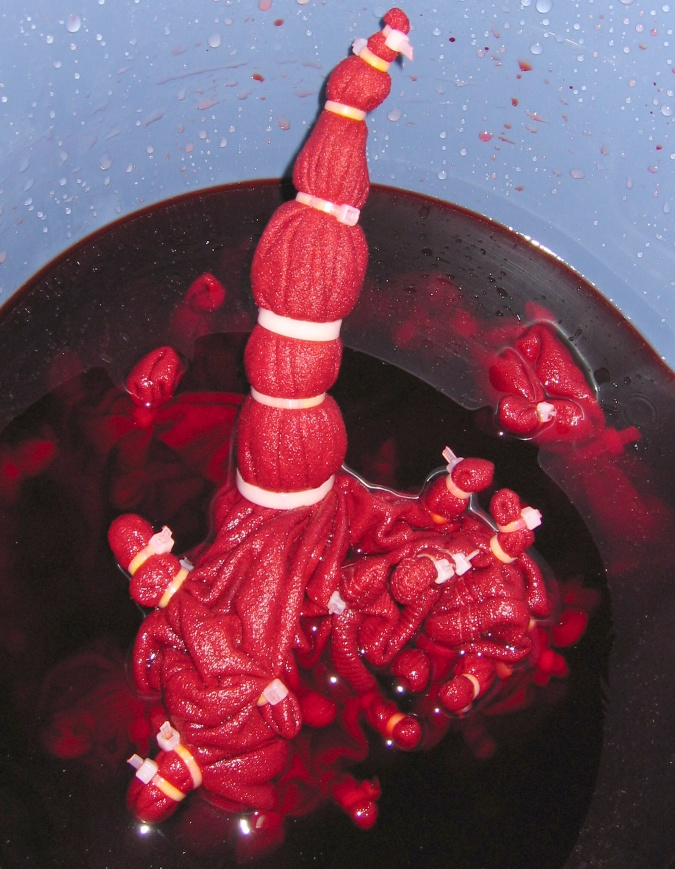
القماش المربوط خلال عملية الصباغة
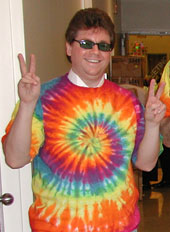
نموذج آخر بألوان زاهية